# Homrogd
Homrogd is een plaats (község) en gemeente in het Hongaarse comitaat Borsod-Abaúj-Zemplén. Homrogd telt 1034 inwoners (2001).